# Alexandrie encore et toujours
Pour plus de détails, voir Fiche technique et Distribution.
Alexandrie encore et toujours (إسكندرية كمان وكمان, Iskandria Kaman wa Kaman) est un film égyptien réalisé par Youssef Chahine, sorti en 1990.

## Synopsis
À la suite d'une rupture avec Amr, son acteur fétiche, le cinéaste Yehia Eskandarany remet en cause son vécu et évoque leurs relations, les problèmes qu'a connu la profession avec l'infiltration du pétrodollar, mais aussi l'amour qu'il éprouve pour ses acteurs, cet amour dont la nature pourrait bien le transformer parfois en dictateur.

## Fiche technique
- Titre : Alexandrie encore et toujours
- Titre original : إسكندرية كمان وكمان, Iskandria Kaman wa Kaman
- Réalisation : Youssef Chahine
- Scénario : Youssef Chahine et Yousry Nasrallah
- Pays d'origine : Égypte
- Format : Couleurs - 35 mm
- Genre : Drame
- Durée : 100 minutes
- Date de sortie : 1990

## Distribution
- Youssra : Nadia
- Youssef Chahine : Yehia
- Hussein Fahmy : Stelio
- Hesham Selim
- Taheya Cariocca : Tahia
- Hoda Soltane
- Ragaa Hussein
- Seif El Dine
- Abla Kamel
- Hassan El Adl
- Ahmed El Hariri
- Menha Batraoui : Gigi
- Tewfik Saleh
- Zaki Abdel Wahab : Guindi